# Heinrich Berger
Heinrich Berger (Ströbitz, 29 gennaio 1905 – Rastenburg, 20 luglio 1944) è stato un giurista e scrittore tedesco, che morì durante l'attentato a Hitler del 20 luglio 1944.

## Biografia

### I primi anni
Heinrich Berger nacque il 29 gennaio 1905 a Ströbitz, un sobborgo di Cottbus, nel Brandeburgo. Figlio di un segretario doganale, proveniva da una famiglia protestante, che ebbe una profonda influenza su di lui. Già da studente, all'età di 17 anni, imparò le procedure stenografiche e divenne stenografo nel 1926, durante gli studi di diritto civile presso la Friedrich-Wilhelms-Universität di Berlino.

### La carriera civile
Elemento di grande talento e uno dei migliori, fu nominato candidato stenografo dei sistemi Stolze-Schrey e Gabelsberger nel governo del distretto prussiano e da lì assegnato al governo del Reichstag nel 1938, dove registrò anche le riunioni del comitato dopo che i nazisti salirono al potere. Partecipò nel 1928 a una convenzione di stenografia e scrisse 440 sillabe per minuto. Negli anni venti e nei primi anni trenta, vinse tutti i concorsi di stenografia a cui partecipò e fu ritenuto il migliore stenografo del Reich. Ad esempio, stenografò il poema The Bell di Schiller su un'area molto piccola, con una scrittura molto accurata. I suoi interessi, oltre alla professione e alla stenografia, erano l'opera e la vita di Balzac, e la musica classica, ma soprattutto la famiglia.
Non era né un convinto nazista né un corruttore del popolo tedesco, bensì l'esatto opposto, un convinto cristiano, contrario ai principi e agli ideali del movimento. Non volendo scendere a compromessi ideologici, rifiutò sempre di iscriversi al partito nazista, non era interessato a ricoprire alcuna carica politica o militare con i nazisti, che gli negarono persino il dottorato in giurisprudenza nel 1932, non essendo idoneo a prestare il giuramento di professione al dittatore tedesco. La carriera come avvocato fu chiusa nel 1933, perché il tema delicato della tesi di laurea, Parola d'onore, non corrispondeva all'ideologia antisemita del regime a causa dei riferimenti umanistici all'Antico Testamento. Non era certamente un combattente della resistenza attiva, ma rifiutava il regime nazista.
Tuttavia, come tutto il corpo degli stenografi, composto da Kurt Peschel, Ludwig Krieger, Hans Jonuschat, Ewald Reynitz, Kurt Haagen, Karl Thöt ed Heinz Buchholz, era tenuto nella massima considerazione dal Führer per le sue eccezionali capacità professionali ed era uno dei suoi doppi. Nel 1940, non si presentò volontariamente alla Wehrmacht, ma fu convocato come unico civile per il servizio amministrativo attorno a Hitler e, nel settembre 1942, dopo la crisi della guerra, fu inviato al Führerhauptquartiere come assistente non ufficiale alle riunioni militari. Sebbene sia lui che la famiglia e gli amici rifiutassero le ideologie naziste, fu costretto ad accettare la funzione professionale al servizio dello Stato, come consigliere di governo, per non incorrere in ritorsioni e per garantire un reddito alla famiglia.
Prima schütze, fu poi stenografo presso un'agenzia navale superiore a Berlino, anche per riunioni presso il ministero dell'aviazione del Reich e in altri organi consultivi, che si riunivano sotto la presidenza di Hermann Göring. Con la partecipazione alle riunioni del comando di Hitler, oltre agli atti di guerra, aveva una grande conoscenza anche dei crimini di guerra e contro l'umanità della Germania nazista, quindi era consapevole che il Führer e i suoi collaboratori fossero dei criminali. Tra le note originali che prese sin dalle prime gravi sconfitte nella campagna di Russia vi furono la conferenza militare sulla situazione mattutina del 1º febbraio 1943 alla Tana del Lupo, la discussione di Hitler con il generale feldmaresciallo Georg von Küchler il 30 dicembre 1943 alla Tana del Lupo e la conferenza militare sulla situazione serale del 18 giugno 1944 al Berghof.
Nel 1943, per scampare ai primi numerosi bombardamenti sulla capitale del Reich, si trasferì con la famiglia da Lankwitz alla sicura Cottbus, dai parenti.

### La morte
Per la coincidenza dell'assenza di un collega, dovette assumere il servizio di stenodattilografo con breve preavviso e unirsi alla fatale conferenza della Tana del Lupo il 20 luglio 1944. Solo tre giorni prima dell'attentato, era tornato da una breve vacanza estiva dall'inizio di luglio a Bad Ziegenhals, nell'Alta Slesia, l'ultima con la sua famiglia. Il giorno prima, non potendo credere che i russi stessero arrivando nella Prussia Orientale, scrisse ignaro in una lettera alla moglie: "Ma non sai mai che cosa vuole il destino".
Nella sala delle conferenze in legno, dalle ore 12:30, si trovava seduto con le spalle alla finestra al lato opposto dal grande tavolo delle carte dove Hitler stava al centro e, fra i due uomini, vi era uno dei supporti del tavolo in pesante legno di quercia, contro il quale era stata poggiata la valigetta con la bomba del colonnello Claus Schenk von Stauffenberg. Il colonnello Heinz Brandt, nel tentativo di vedere meglio la mappa sul tavolo, urtò la valigetta e con un piede la spostò all'esterno del supporto, che venne così a trovarsi proprio sotto la parte del tavolo dove Berger lavorava, stenografando le dichiarazioni del generale Adolf Heusinger sul fronte orientale.
Quando sette minuti dopo, alle 12:42, la bomba destinata a Hitler esplose nel locale, essa gli staccò di netto entrambe le gambe fino alle ginocchia e fu il più gravemente ferito di tutti, essendo stato investito in pieno dall'esplosione. Il suo amico e collega, il secondo stenografo civile, Heinz Buchholz, lo tirò fuori dal tavolo tra le macerie fumanti. Sanguinava a morte sul posto e fu trasportato nell'ospedale militare di Karlshof, presso Rastenburg. Sperava di sopravvivere, ma in caso di morte affidò la moglie e i figli alle cure dell'amico. Era quello coperto con il cappotto di Hitler mentre veniva portato fuori dalla sala su una barella, portando i cospiratori a credere fermamente che il Führer fosse stato ucciso durante l'esplosione. Sebbene gravemente ferito, riuscì a testimoniare che ricordava lo strano comportamento di Stauffenberg poco prima dell'esplosione, permettendo così di individuare il suo assassino.
Hitler subì solo lievi ferite e nominò immediatamente il suo sincero e leale collaboratore per un alto grado di servizio civile, in modo che la vedova potesse ottenere un assegno mensile fino alla fine della guerra. Un gesto provvidente nei confronti dell'uomo ormai in fin di vita. I soccorritori non riuscirono a fermare l'emorragia e morì in agonia per le gravi ferite riportate alle 17:00 dello stesso giorno. In tarda serata, Hitler fu visibilmente rattristato nel ricevere la notizia della morte. In seguito, morirono anche tre militari professionisti: il colonnello Brandt il giorno dopo, i generali Günther Korten e Rudolf Schmundt il 22 luglio e il 1º ottobre. Dopo la sua morte, tra tutti come uno dei quattro stenografi che non erano membri del partito, un fatto che suscitò incredulo stupore tra gli americani durante i loro interrogatori dopo la fine della guerra, fu sostituito da un nazista, Gerhard Herrgesell.
Essendo entrambi cristiani, la moglie rifiutò un funerale di stato nazista e insistette per una sepoltura in chiesa. Non si poteva però evitare una corona ufficiale e una delegazione del partito, con un elogio pronunciato dal vice-cancelliere Göring, e poiché era un impiegato civile, la famiglia in lutto non ricevette alcuna pensione statale come i parenti degli altri tre ufficiali uccisi. Fu sepolto nel cimitero di Friedhof Ströbitz, insieme alla moglie quarantanove anni dopo, il 2 aprile 1993, e la tomba esiste ancora oggi. I suoi genitori morirono nel 1946 dal dolore per la morte inutilmente precoce del figlio.

## Vita privata
Nel 1933, sposò la venticinquenne Hertha, figlia di un maestro sarto, una donna cristiana come lui che aveva incontrato in una parrocchia, ed ebbe tre figli, che erano ancora dei bambini quando morì: Wolfgang, Brigitta e Dorothea. La sua morte lasciò la famiglia nella povertà e, dopo la riunificazione, la repubblica federale non le riconobbe mai alcun emolumento, a differenza dei cospicui assegni passati alle famiglie dei congiurati: pur essendo morto nel corso delle sue funzioni professionali al servizio dello Stato, non era stato ucciso dai nazionalsocialisti, per cui la famiglia non aveva diritto ad alcuna pensione.

## Cultura postuma
Il 20 luglio 1994, durante le celebrazioni per il cinquantenario dell'attentato a Berlino, con gesto umanamente e politicamente coraggioso, il presidente della repubblica federale, Roman Herzog, invitò anche Wolfgang Berger, divenuto anch'egli stenografo parlamentare, a parteciparvi. Il figlio di Stauffenberg, Franz-Ludwig, era presente e Wolfgang lo avvicinò per dirgli una parola di amicizia e di umana solidarietà, fra uomini che entrambi avevano perso i loro padri in quegli eventi. Quando il figlio di Stauffenberg capì chi era, reagì male e urlò di non voler avere nulla a che fare con complici del nazismo. Al contrario della sorella Dorothea, una dichiarata antinazista che riteneva l'attentato inevitabile vista la gravità della situazione, Wolfgang diceva (e non a torto) che Stauffenberg era solo un assassino.

## Filmografia
- Operazione Valchiria, regia di Bryan Singer (2008).